# ناثان إس. كلاين
ناثان إس. كلاين (بالإنجليزية: Nathan S. Kline)‏ هو طبيب نفسي أمريكي، ولد في 22 مارس 1916 في فيلادلفيا في الولايات المتحدة، وتوفي في 11 فبراير 1983 في نيويورك في الولايات المتحدة.